# Linia kolejowa Liberec – Harrachov
Linia kolejowa Liberec – Harrachov – jednotorowa, niezelektryfikowana linia kolejowa w Czechach. Łączy Liberec i Harrachov przez Tanvald. w całości znajduje się na terytorium kraju libereckiego.